# Matschinsky-Denninghoff
Matschinsky-Denninghoff war ein Bildhauer-Ehepaar, das durch seine monumentalen abstrakten Skulpturen aus Chromnickelstahl-Röhren bekannt wurde.

## Leben

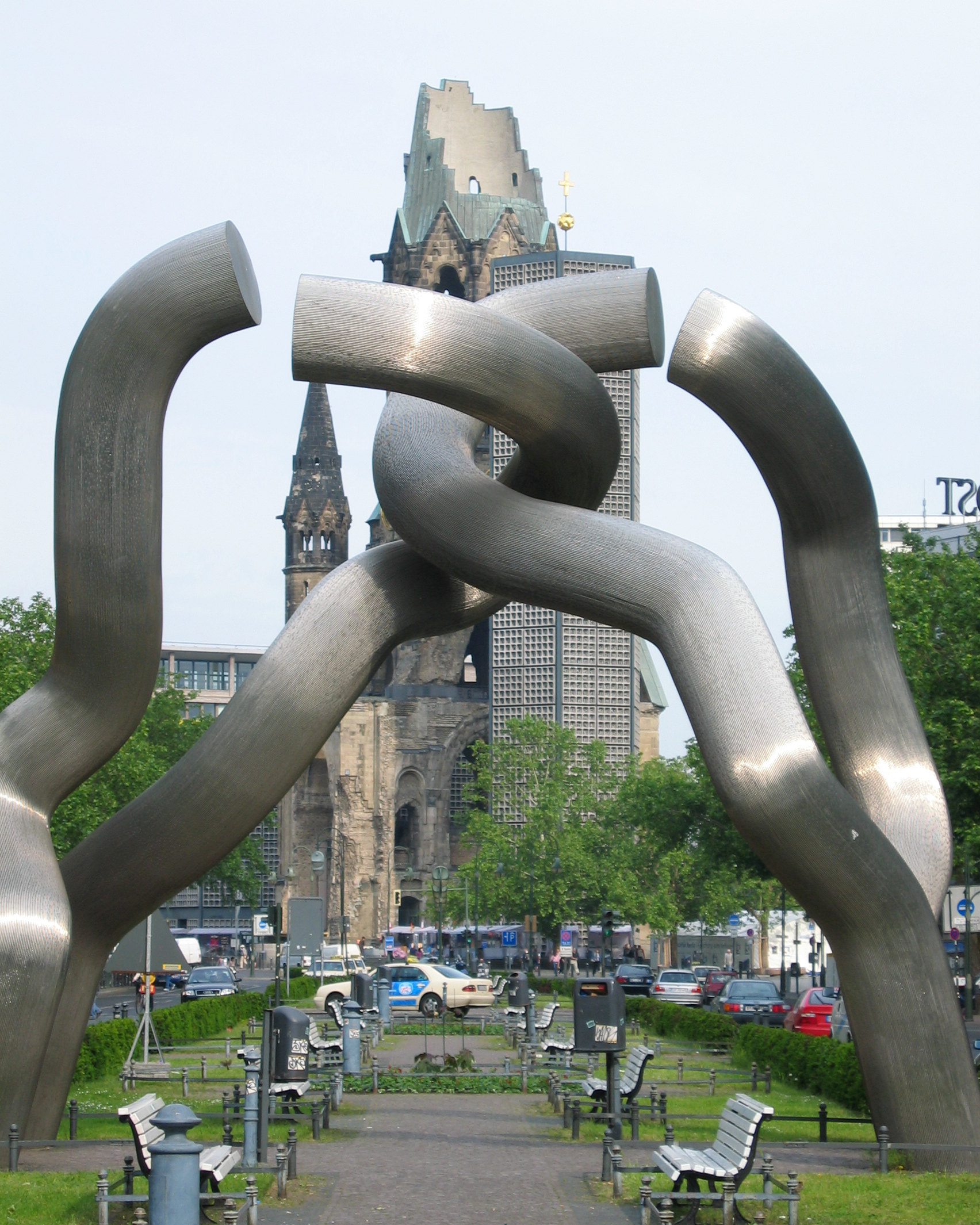
Berlin, 1987

### Brigitte Matschinsky-Denninghoff
Brigitte Matschinsky-Denninghoff (geborene Meier-Denninghoff; * 2. Juni 1923 in Berlin; † 11. April 2011 ebenda) ist bei der Mutter und den Großeltern aufgewachsen. Der Großvater ist Maschinenbau-Ingenieur und gibt sein Wissen an sie weiter. Ihr Großonkel ist der Kunsthistoriker Julius Meier-Graefe. Nach dem Abitur besuchte sie die Berliner Kunsthochschule. Aufgrund eines Bombenangriffs auf Berlin 1943 kann in der Akademie nur die Steinklasse fortgesetzt werden und Meier-Denninghoff zieht nach München, wo sie die Klasse von Toni Stadler an der dortigen Kunstakademie besucht. Sie lernte den Kunstkritiker John Anthony Thwaites kennen, der ihr ein Buch über Henry Moore schenkt, das sie nachhaltig beeinflusst. 1948 reist sie nach Paris und hat dort Kontakt mit Hans Hartung. Anschließend reist sie nach England, um bei Henry Moore zu assistieren. Meier-Denninghoff gründete mit sechs anderen Künstlern 1949 in München die Künstlergruppe ZEN 49. Ein Stipendium der Solomon Guggenheim Foundation auf Vermittlung von Hilla von Rebay ermöglicht ihr einen neun monatigen Aufenthalt in Paris bei Antoine Pevsner.
Von 1952 bis 1954 arbeitete sie als Bühnenbildnerin am Theater Darmstadt. Dort lernte sie Martin Matschinsky kennen und zog mit ihm 1954 nach München.

### Martin Matschinsky
Martin Matschinsky (* 4. Juli 1921 in Grötzingen (Baden); † 24. Januar 2020 in Berlin) absolvierte von 1938 bis 1940 eine Fotografenlehre. Nach seinem Kriegsdienst in Russland im Zweiten Weltkrieg und anschließender dreijährigen Kriegsgefangenschaft kehrte er Ende 1947 in die Heimat zurück. Ein Jahr später war er Mitbegründer der Theaterschule Otto-Falckenberg-Schule in München, die er zwei Jahre besuchte. Während eines Schauspielengagements am Staatstheater Darmstadt bei Gustav Rudolf Sellners Experimentiertheater lernte er 1952 die damalige Bühnenbildnerin Brigitte Meier-Denninghoff kennen. Nachdem Matschinsky die Schauspielerei aufgab, folgte 1953 eine erste gemeinsame Reise nach Paris, wo sie Kontakt zu Hans Hartung und Antoine Pevsner hatten. 1954 zogen sie nach München und besuchten einen Schweißerkurs der Handwerkerinnung. Durch Meier-Denninghoff wandte sich Matschinsky der Bildhauerkunst zu.

## Werk des Künstlerpaares
Brigitte Meier-Denninghoff und Martin Matschinsky datierten den Beginn ihrer Zusammenarbeit auf das Jahr 1955. Die Künstlerin verfügte zuvor bereits über ein eigenständiges künstlerisches Werk. Auch die bis 1970 entstandenen Werke wurden unter dem Namen Brigitte Meier-Denninghoff gezeigt. 1970 entschieden sie sich, die Werke unter dem gemeinsamen Namen „Brigitte und Martin Matschinsky-Denninghoff“ zu signieren.
Das Künstlerpaar lernte sich 1952 am Darmstädter Experimentiertheater von Gustav Rudolf Sellner kennen. 1955 heirateten sie und begannen gemeinsam in München zu arbeiten. Ihren künstlerischen Durchbruch erlangten sie 1959 mit dem Prix Bourdelle und der ersten Teilnahme an der documenta II (1959) in Kassel. Sie nahmen 1962 an der Biennale in Venedig teil, wurden 1967 zur EXPO in Montreal eingeladen und in Deutschland und international mit zahlreichen Ausstellungen gewürdigt. So zeigten das Folkwang Museum in Essen (1967), die Nationalgalerie Berlin (1970), die Berliner Akademie der Künste (1985) und das Germanische Nationalmuseum in Nürnberg (1985) schon früh retrospektive monografische Ausstellungen. In den 1950er Jahren verwendete das Paar meist Messingstäbe und Zinn. Sie verbanden diese zu konstruktiven, strahlenförmigen oder tuchartig gefalteten und dennoch naturhaft wirkenden Gebilden. Variantenreich loteten sie das Wechselspiel zwischen Licht und Schatten, Hülle und Raum aus.
1961 bezogen sie in Paris ein Atelierhaus. In den 1960er Jahren entwickelten sie ihre Technik, Stahlrohre zu elegant gewellten Bündeln zusammenzuschweißen. Später bevorzugten sie vorgefertigte Drahtstäbe, Bleche und Rohre aus Chromnickelstahl und montierten sie durch Löten oder Schweißen zu den charakteristischen organisch wirkenden Rohrkörpern. Ab Mitte der 1980er Jahre entstanden auch kleinformatige, fragile Skulpturen. Anlässlich der 750-Jahr-Feier Berlins im Jahr 1987 wurde ihr berühmtestes Werk „Berlin“ auf dem Mittelstreifen der Tauentzienstraße am Europa-Center aufgestellt. Ihre Skulptur „Dreiheit“ (1993) auf dem Museumsvorplatz der Berlinischen Galerie wurde zum Wiedererkennungszeichen des Landesmuseums.
Ab 1969 arbeiteten sie in Berlin, wo sie später auch hinzogen. Von 1970 an signierten sie ihre gemeinsamen Kunstwerke nur noch mit Matschinsky-Denninghoff. Ab 1994 lebten und arbeiteten sie in den Sommermonaten in Schönfeld nahe der Elbe. Dort bauten sie zwei Vierseithöfe zu einem Sommersitz und -atelier aus, in dem sich heute eine Metallwerkstatt und ein Malatelier befinden. Einen großen Garten wandelten sie allmählich zu einem Skulpturenpark um.
Die ikonischen, monumentalen Edelstahlskulpturen von Brigitte und Martin Matschinsky-Denninghoff prägen vielfach den öffentlichen Raum, auch über Europa hinaus. Im Bereich der Nachkriegsmoderne und des Informel nimmt das Künstlerpaar eine prominente, international bekannte bildhauerische Position ein und erweitert damit den Schwerpunkt der Art Estate in diesem Bereich.
Zu ihren bekanntesten Werken zählt die vierteilige und acht Meter hohe Plastik Berlin auf dem Mittelstreifen der Berliner Tauentzienstraße zwischen den Berliner Landmarken Europa-Center und Kaufhaus des Westens. Diese Skulptur schufen sie anlässlich der vom Neuen Berliner Kunstverein (NBK) veranstalteten Ausstellung Skulpturenboulevard, die im Jahr 1987 zur 750-Jahr-Feier Berlins realisiert wurde; sie galt bald als ein Symbol für die geteilte Stadt. Nach der Wende wandelte sich die Wahrnehmung und die Metallskulptur wurde als Symbol der Wiedervereinigung gedeutet. Nach Ende des Skulpturenboulevard-Projekts erwarb die Sammlung Deutsche Bank die Skulptur; wegen Sanierungsarbeiten an dem unter der Tauentzienstraße verlaufenden U-Bahn-Tunnel musste sie 2011 abgebaut und zwischengelagert werden.
In den letzten Jahren wurden ihre Metallskulpturen filigraner und auch kleinteiliger. Das Künstlerpaar wird mit anderen Künstlerehen wie Christo und Jeanne-Claude oder Bernd und Hilla Becher verglichen.

## Ausstellungen (Auswahl)

### Einzelausstellungen
- 1962: XXXI. Esposizione Internazionale d’Arte la Biennale di Venezia und Deutscher Pavillon, Venedig
- 1970: Matschinsky-Denninghoff, Nationalgalerie (SMPK), Berlin
- 1971: Matschinsky-Denninghoff, Skulpturen, Zeichnung, Graphik, Kölnischer Kunstverein, Köln
- 1985: Matschinsky-Denninghoff, Skulpturen und Zeichnungen 1955–1985, Akademie der Künste, Berlin; Saarland-Museum, Saarbrücken; Germanisches Nationalmuseum, Nürnberg
- 1992: Matschinsky-Denninghoff, Arbeiten aus Privatbesitz zwischen Rhein und Ruhr, Museum Folkwang, Essen
- 1998: Matschinsky-Denninghoff, Eins und doppelt, Werke 1948 – 1998, Städtische Sammlungen Schweinfurt und Kunstverein Schweinfurt e. V., Halle Altes Rathaus und Galerie-Studio Alte Reichsvogtei, Schweinfurt; Galerie am Fischmarkt, Haus zum Roten Ochsen, Erfurt
- 2001: Brigitte und Martin Matschinsky-Denninghoff. Werke aus fünf Jahrzehnten in der Sammlung der Berlinischen Galerie, Berlinische Galerie, Berlin
- 2011: Brigitte & Martin Matschinsky-Denninghoff – Skulpturen 1974 – 2004, Galerie Mönch, Berlin
- 2023: Ideen des Informel – Brigitte & Martin Matschinsky-Denninghoff , Van Ham Kunstauktionen, Köln

### Gruppenausstellungen
- 1948: Salon des Réalités Nouvelles, Musée d’Art Moderne, Paris (FR)
- 1955: ZEN 49, Wanderausstellung: Städtische Galerie im Lenbachhaus, München, Kunstverein Hamburg, Wallraf-Richartz-Museum, Kölnischer Kunstverein, Eigelsteintorburg; Köln
- 1956: Malerei und Plastik in Westdeutschland, Ausstellung des Westdeutschen Künstlerbundes im Städtischen Museum Leverkusen, Schloß Morsbroich, Leverkusen
- 1957: ZEN 49, Wanderausstellung: University of Illinois, Champaign-Urbana, Illinois; Albion College, Albion, Michigan; Indiana Central University, Indianapolis, Indiana (US)
- 1957: Junger Westen, Städtische Kunsthalle Recklinghausen
- 1958: Deutsche Kleinplastik der Gegenwart, Städtische Kunsthalle Mannheim
- 1959: documenta II, Kassel
- 1962: Sculpture and Sculptors’ Drawings, The University of Michigan Museum of Art, Ann Arbor (US)
- 1962: Antagonismes L’Objet, Musée des Arts Décoratifs, Palais du Louvre, Pavillon de Marsan, Paris (FR)
- 1963: Art Contemporain, Grand Palais des Champs-Elysées, Paris (FR)
- 1964: documenta III, Kassel
- 1964: Weltausstellung, Berliner Pavillon, New York (US)
- 1969: Dix Ans De Prix Bourdelle Au Musée Bourdelle, Paris (FR)
- 1973: IX Concorso Internazionale Del Bronzetto, Sala Della Ragione, Padua (IT)
- 1977: 11. Biennale Internazionale della Piccola Scultura, Palazzo della Ragione, Padua (IT)
- 1980: 1. Triennale für Kleinplastik, Schwabenlandhalle, Fellbach
- 1981: Dimensionen des Plastischen – Bildhauertechniken, Neuer Berliner Kunstverein e. V., Staatlichen Kunsthalle Berlin
- 1981: Kunst für den Bund, Städtisches Kunstmuseum, Bonn
- 1985: Kunst in der Bundesrepublik Deutschland 1945–1985, Nationalgalerie (SMPK), Berlin
- 1986: Skulpturen und Objekte in Metall aus Deutschland und Japan, Kunstmuseum der Präfektur Ishikawa; Skulpturmuseum in Sapporo; Museum für Kunst in Yamagata; Museum für Moderne Kunst in Kamakura (JP)
- 1990: XLIV Esposizione Internazionale d’Arte La Biennale di Venezia, Ambiente Berlin, Venedig (IT)
- 1999: Sculpture from the New Europe: public sculpture for the 2 Germanies 1945-68, Henry Moore Institute, Leeds (GB)
- 2018: Informel international – Auszüge aus der Sammlung Haniel, Märkisches Museum Witten, Witten
- 2021: Positionen des deutschen Informel. Von Ackermann bis Zangs, Kunsthalle Schweinfurt, Schweinfurt
- 2022: Skulptur und Plastik, Galerie Schlichtenmaier, Stuttgart, 01.04. – 14.05.2022

## Werke (Auswahl)
- Scientia (1963), Berlin-Dahlem
- Skulptur (1966), Hauptgebäude der Universitätsbibliothek Tübingen.[11]
- Großer Würfel (1970), Berlin-Dahlem
- Herkules (1971–1972), Berlin-Tiergarten
- Skulptur (1968), Innenhof des neuen Justizzentrums (ehemals im Amtsgericht/Landgericht),[12] Kurfürstenanlage, Heidelberg
- Landmarke (1972/1973), vor dem Wasserwerk Sipplinger Berg der Bodensee-Wasserversorgung.[13]
- Landmarke (1973–1975), Mainz-Lerchenberg, ZDF-Sendezentrum bzw. ZDF-Fernsehgarten
- Brunnen auf dem Adenauerplatz (1974), Berlin-Charlottenburg
- Große Gaia (1984), Saarbrücken, Saarlandmuseum
- Genesis (1983–1985), Hannover, Skulpturenmeile Hannover
- Brunnenplastik (1985), Bismarckplatz (Heidelberg)
- Berlin (1985–1987), Berlin, Tauentzienstraße
- Anker (1986–1987), Schweinfurt, Schleuseninsel
- Orion (1987), Essen, Grugapark
- Seewind (1989), Kiel
- Ostern (1990), Augsburg
- Dreiheit (1992/1993), Berlinische Galerie.[14]
- Elemente (1997), Krankenhaus Friedrichshain.[15]

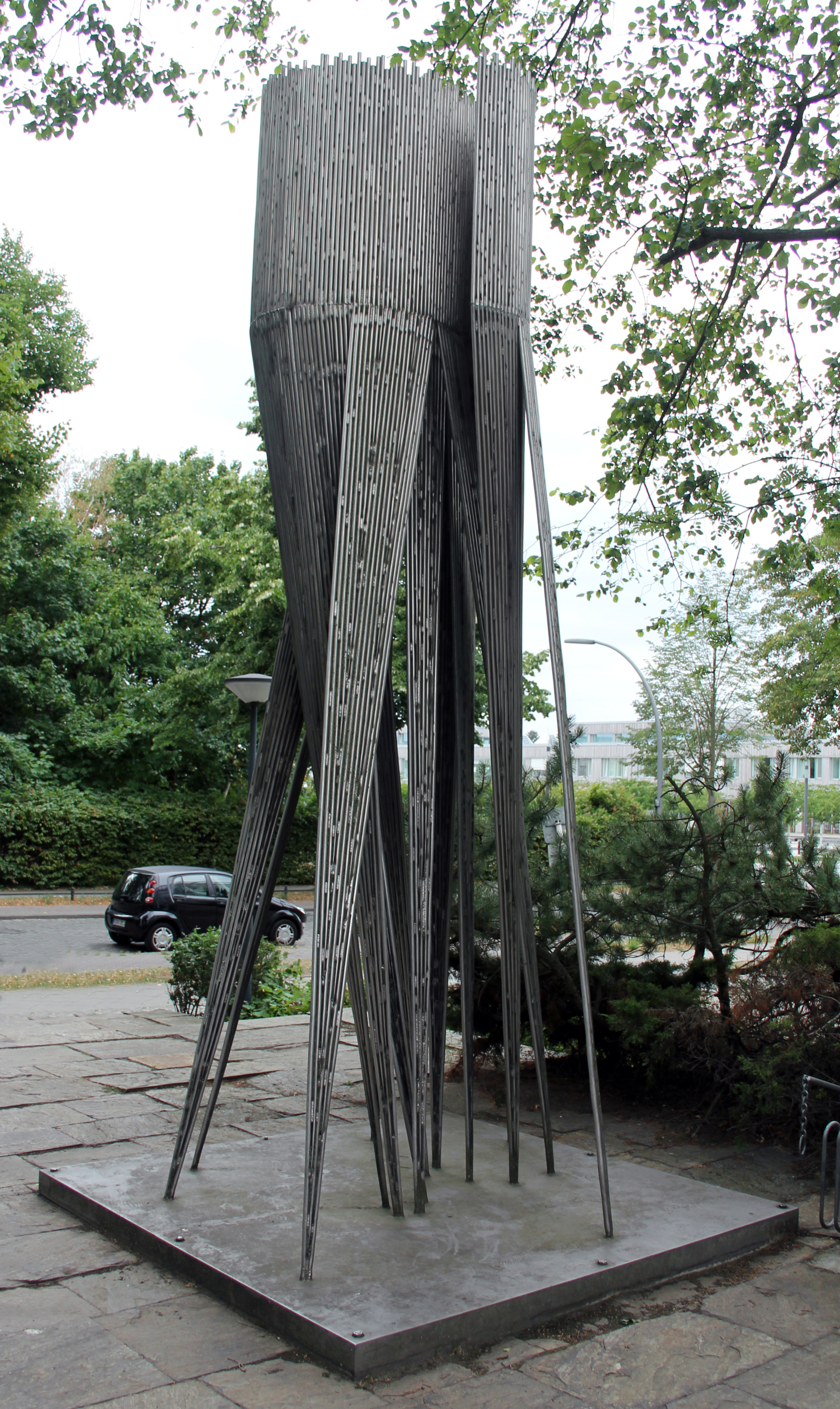
Scientia (1963) Berlin-Dahlem
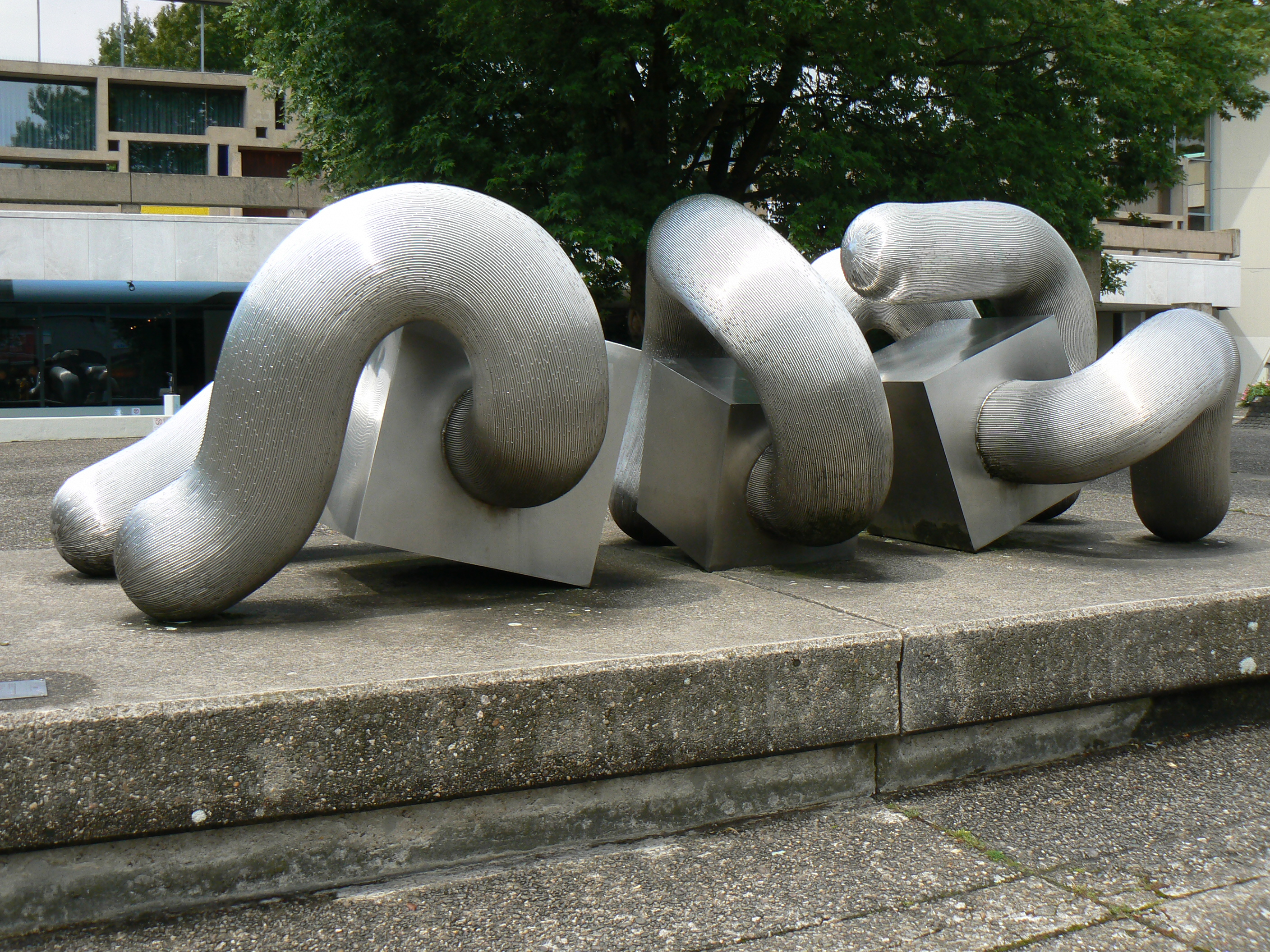
Naturmaschine (1969) Marl
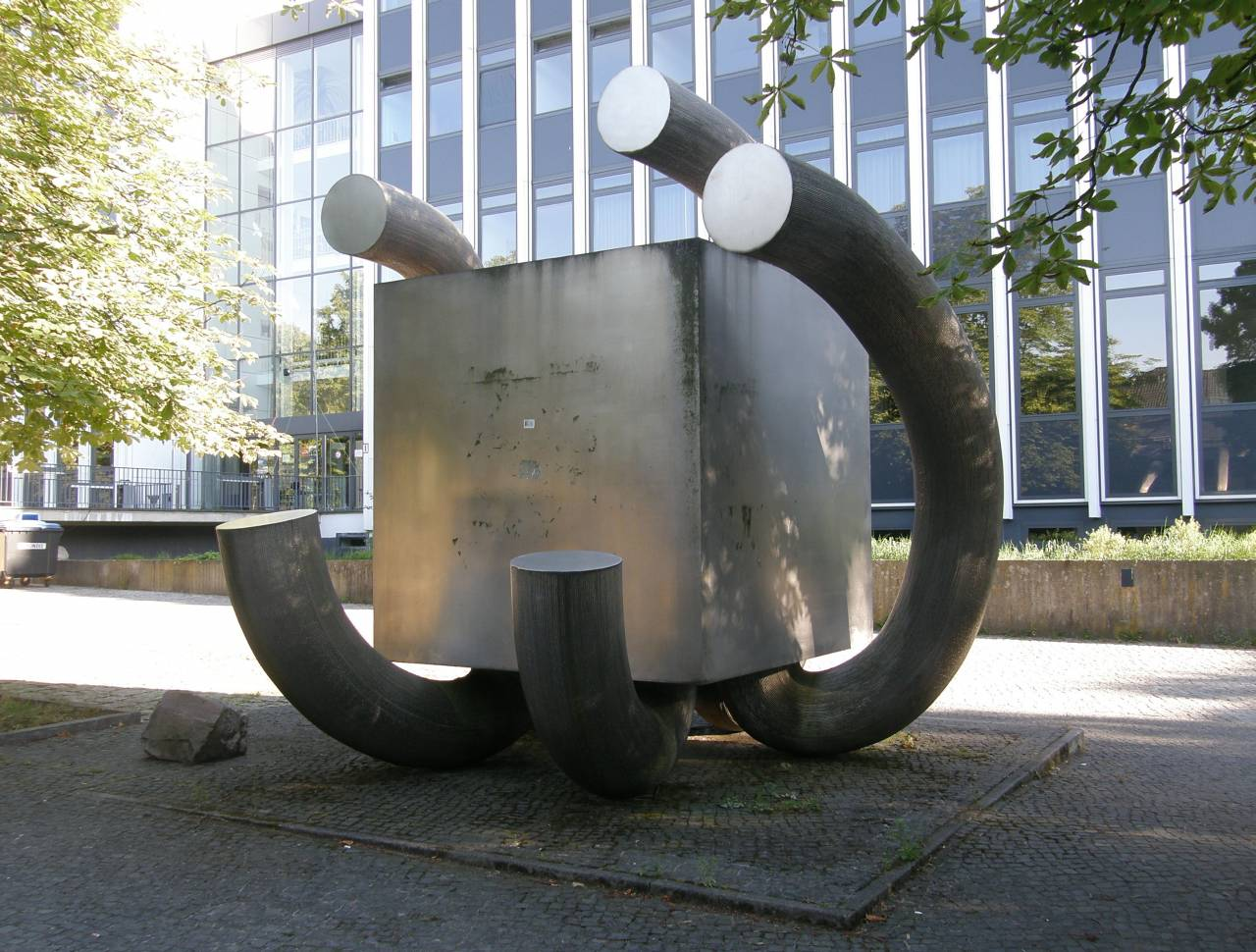
Großer Würfel (1970) Berlin-Dahlem
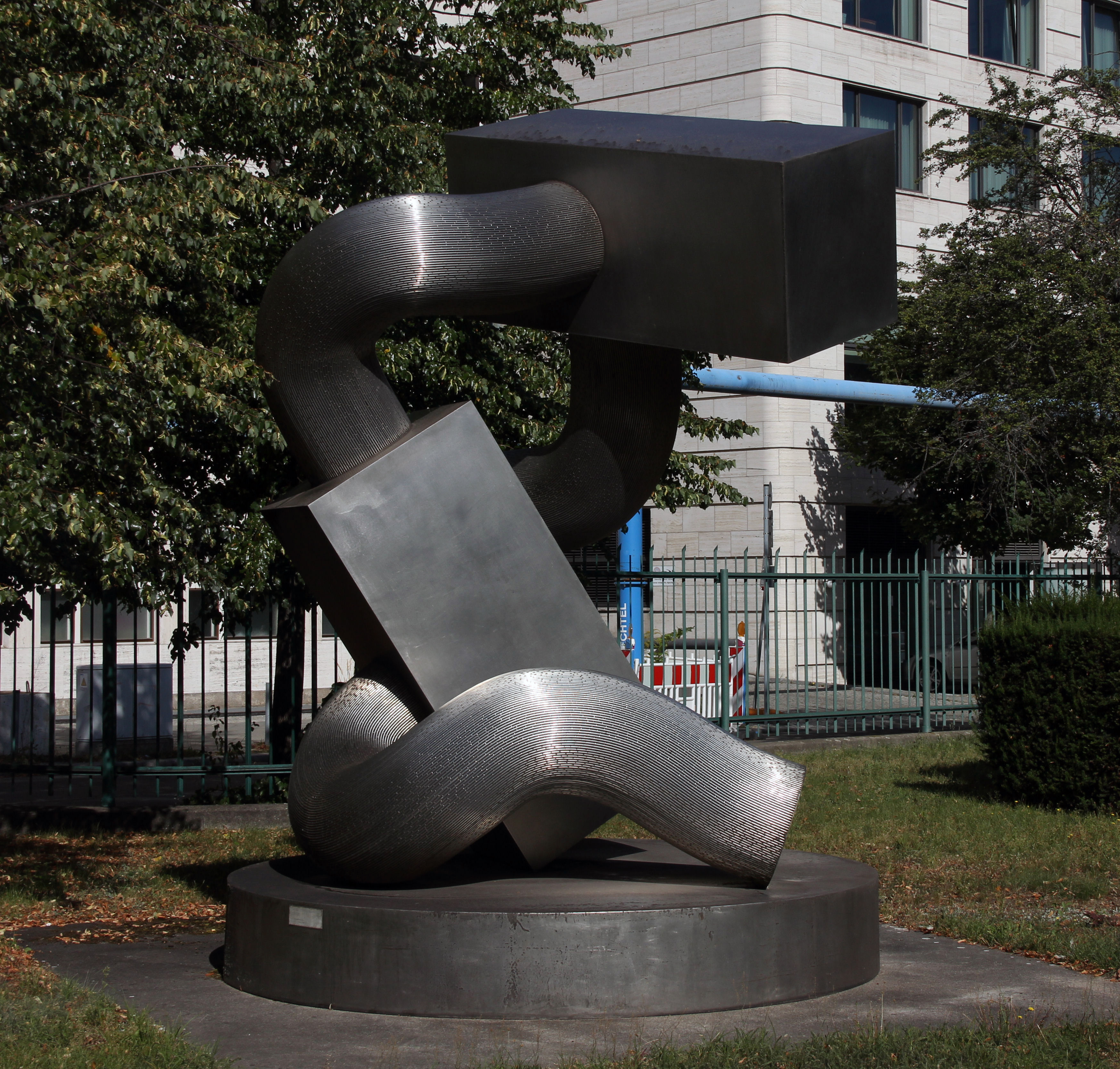
Herkules (1972) Berlin-Tiergarten
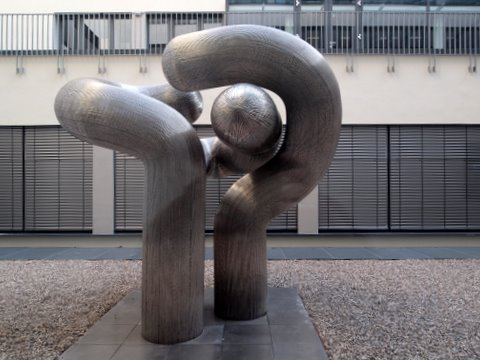
Innenhof des Justizzentrums, (1973) Heidelberg
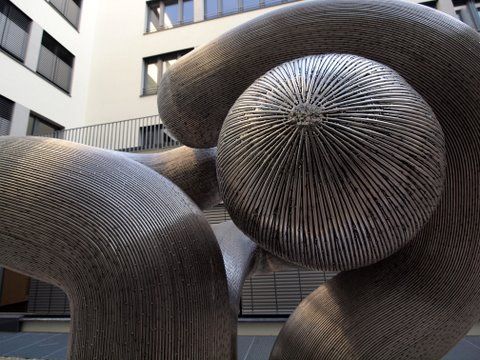
Ausführungsdetail der Skulptur Heidelberg
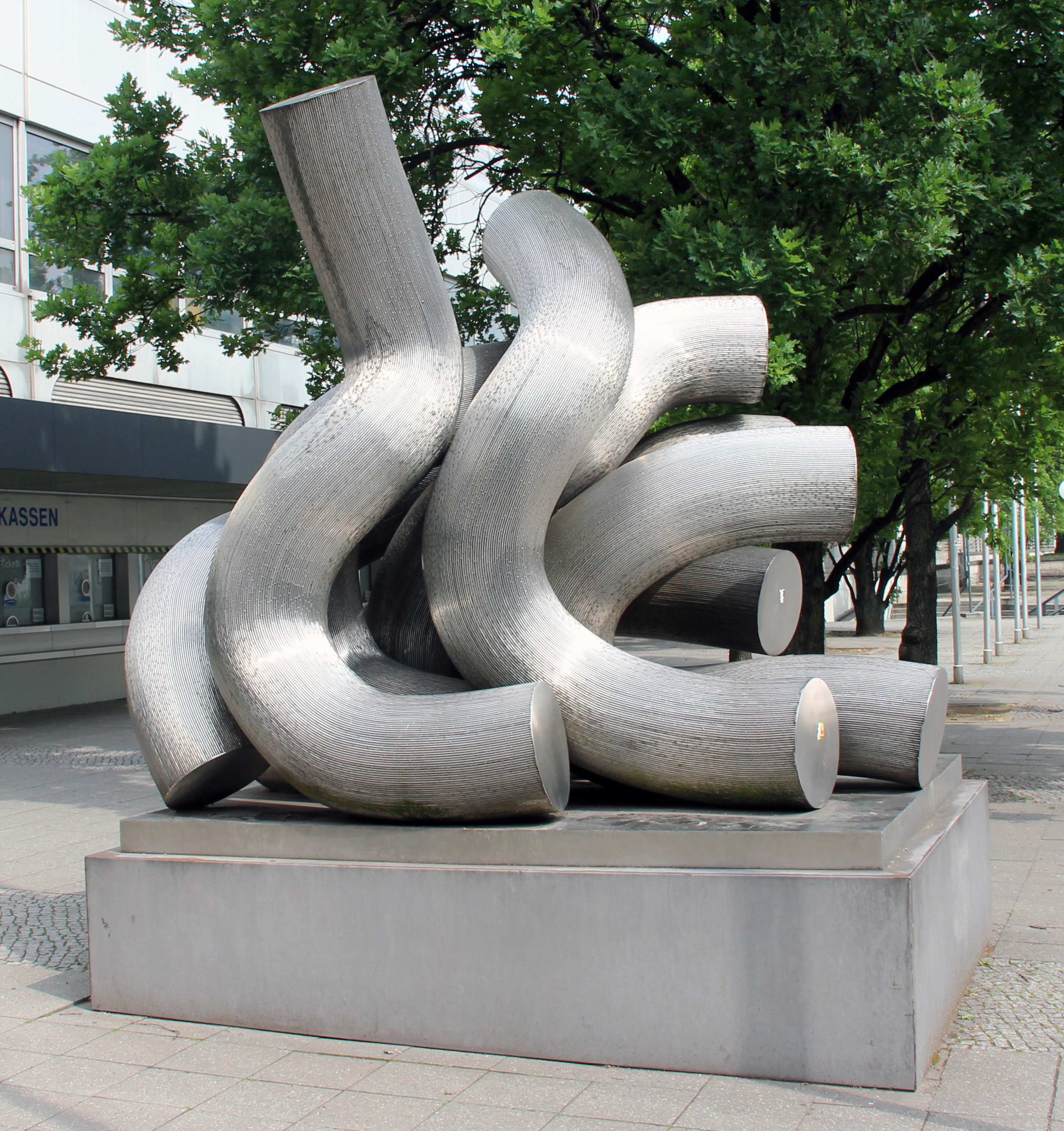
Begegnungen (1978) Berlin-Westend
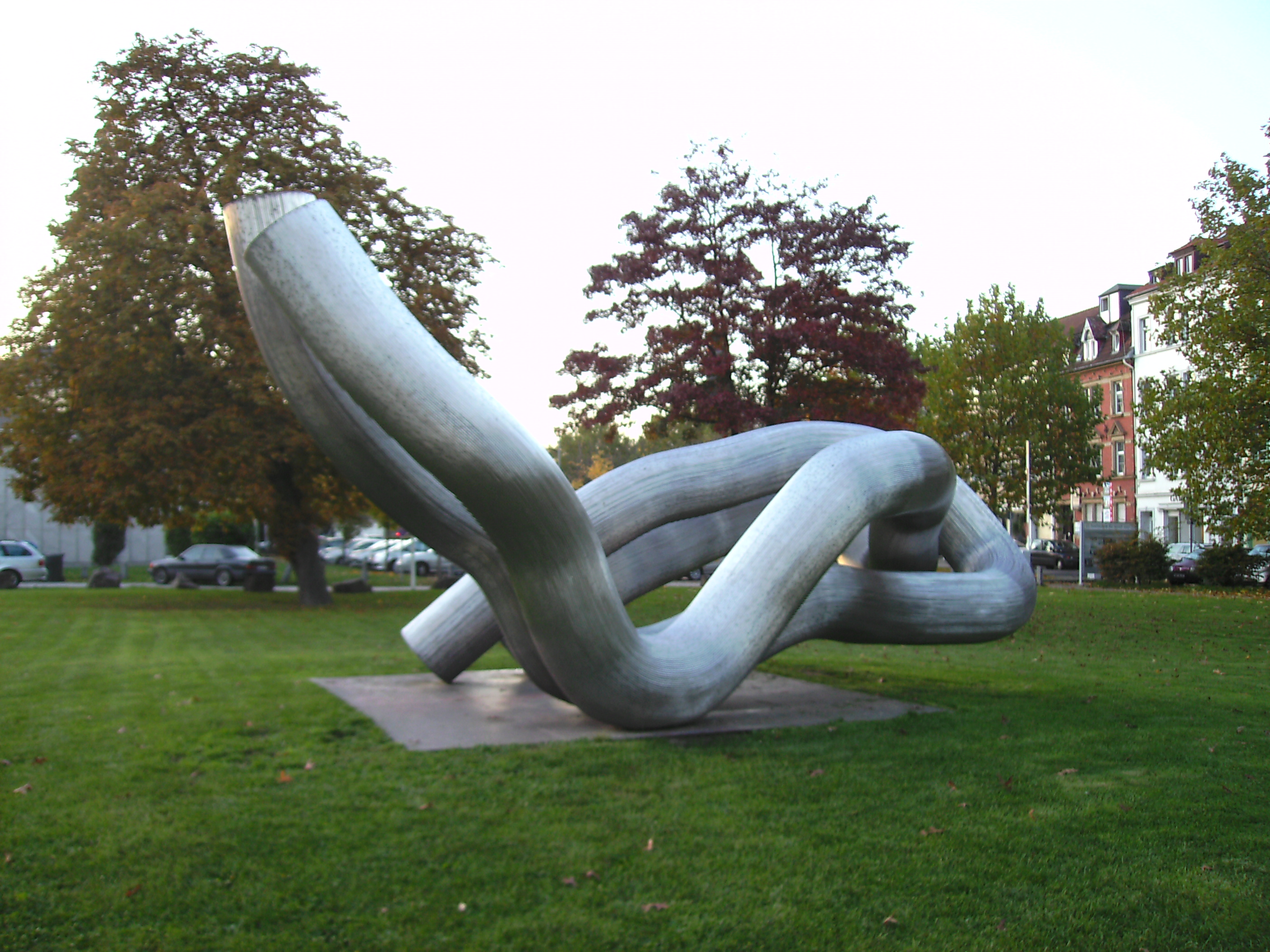
Große Gaia (1984) Saarbrücken
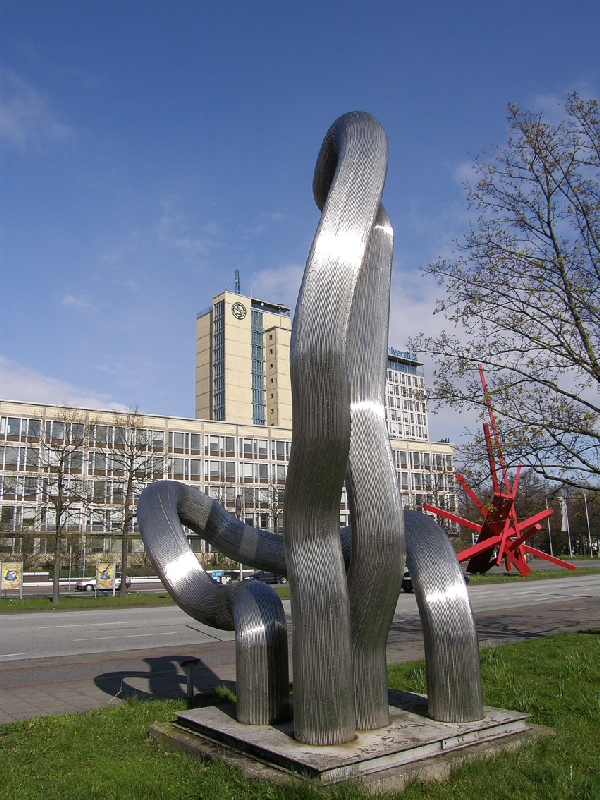
Genesis (1983–1985) Hannover
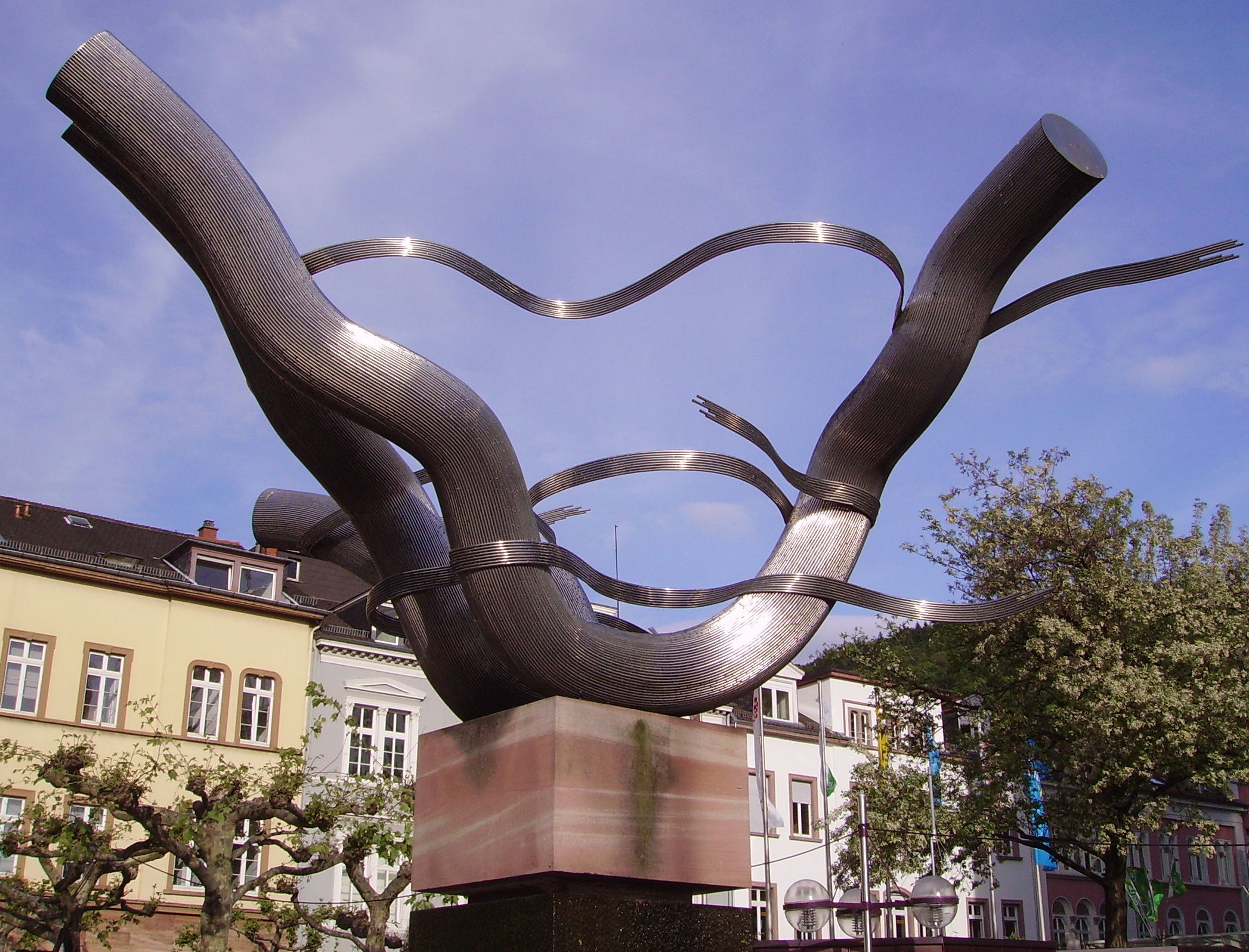
Brunnenplastik (1985) Bismarckplatz Heidelberg
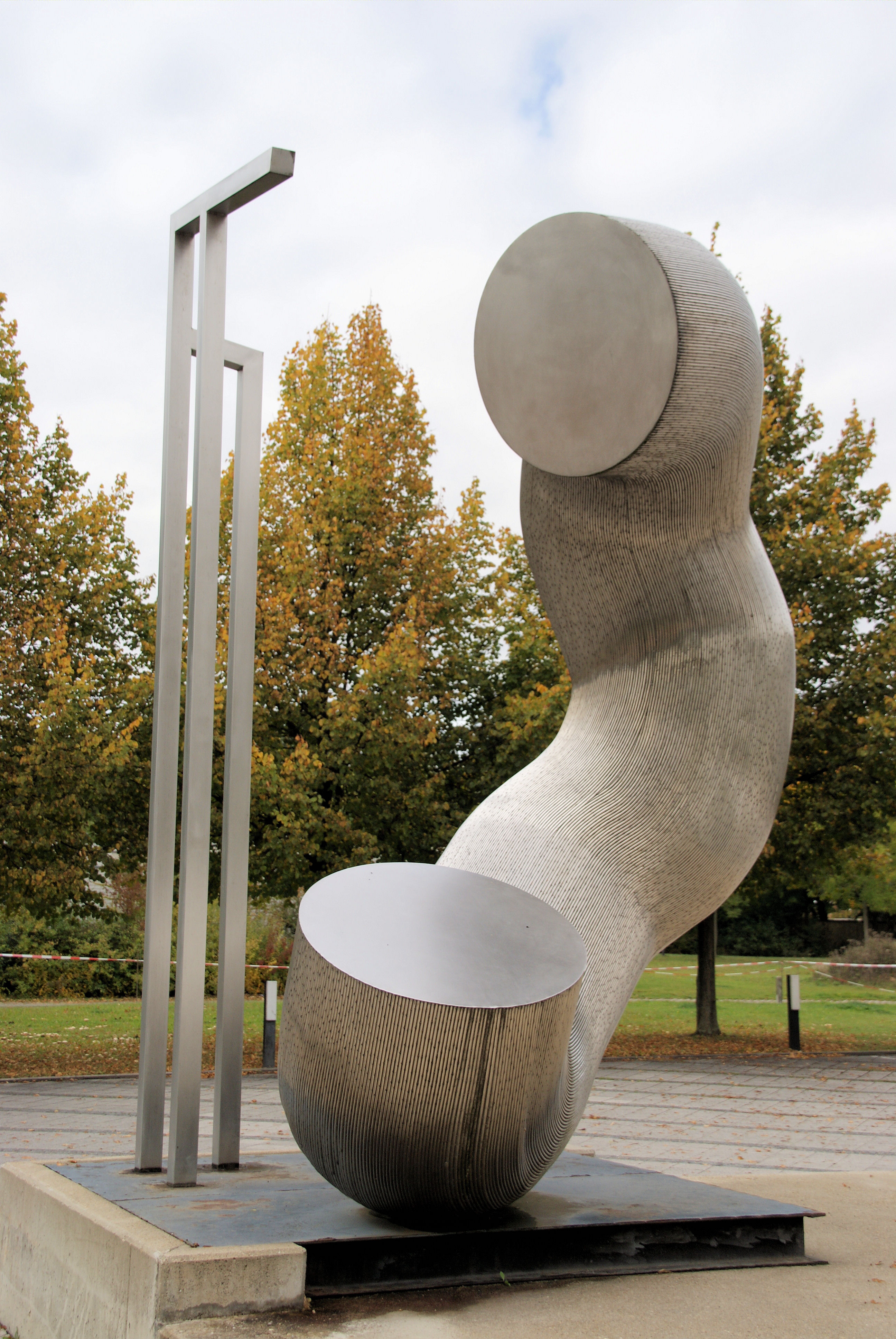
Heros (1986/87) Regensburg
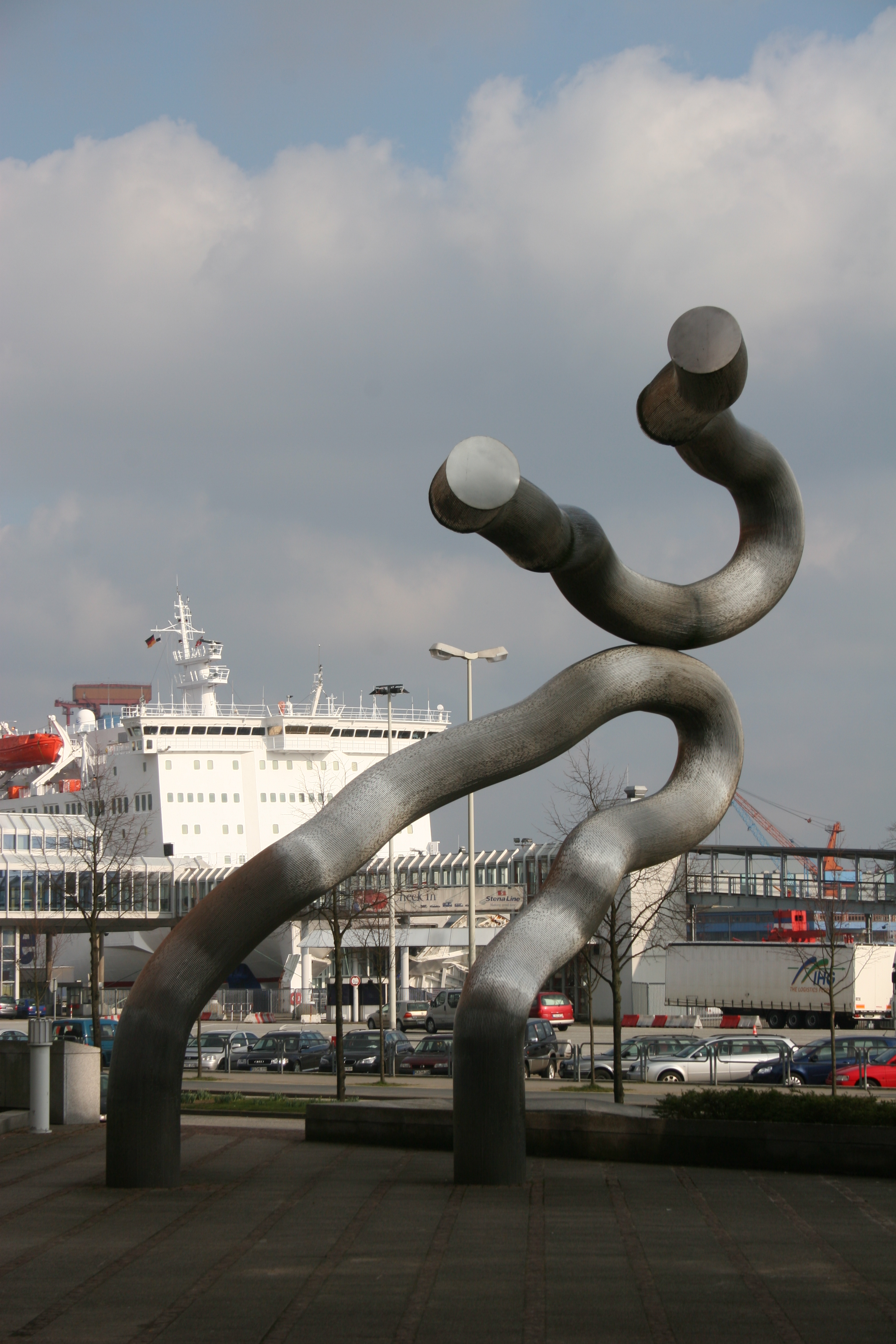
Seewind (1989) Kiel
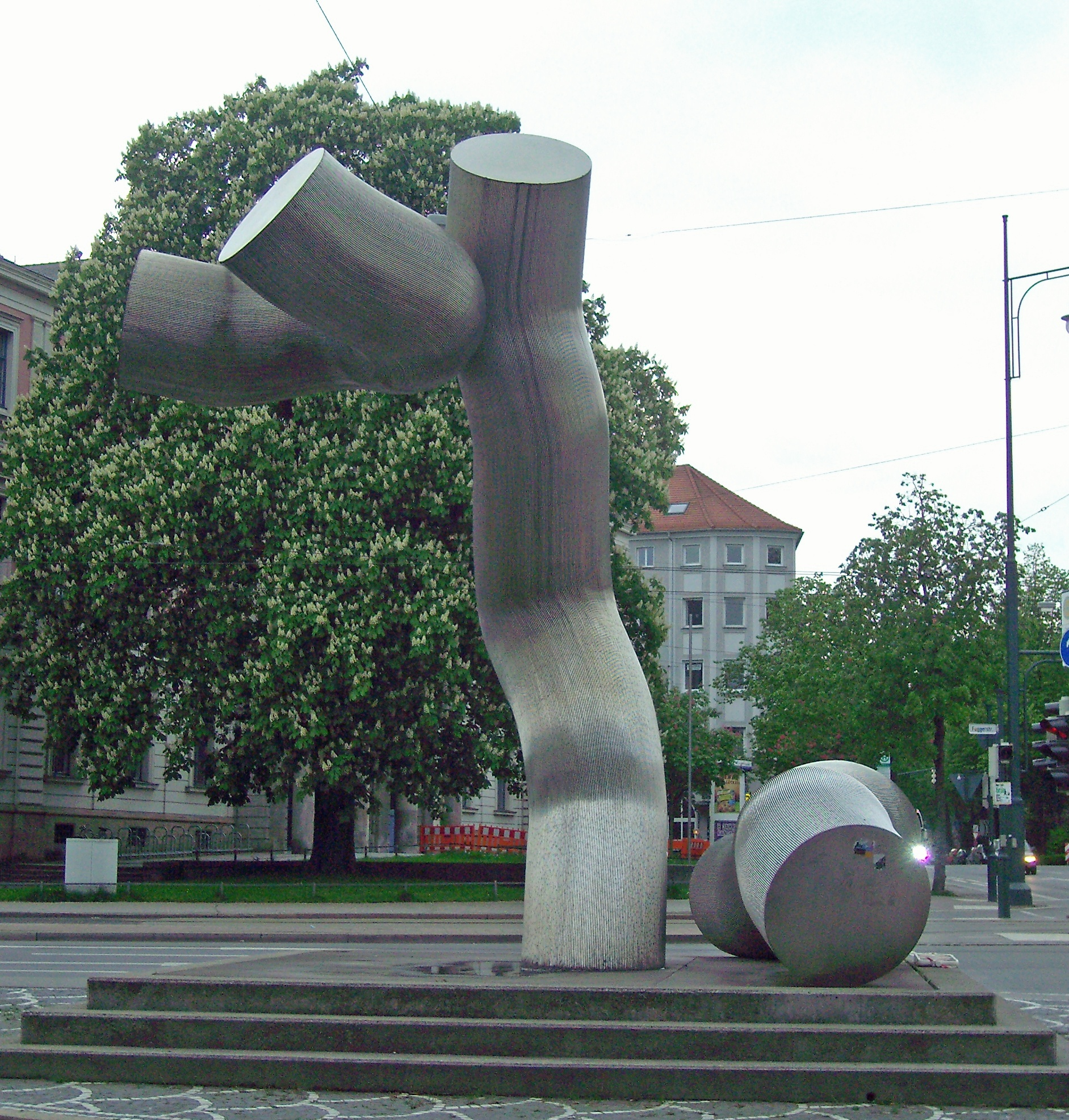
Ostern (1990) Augsburg
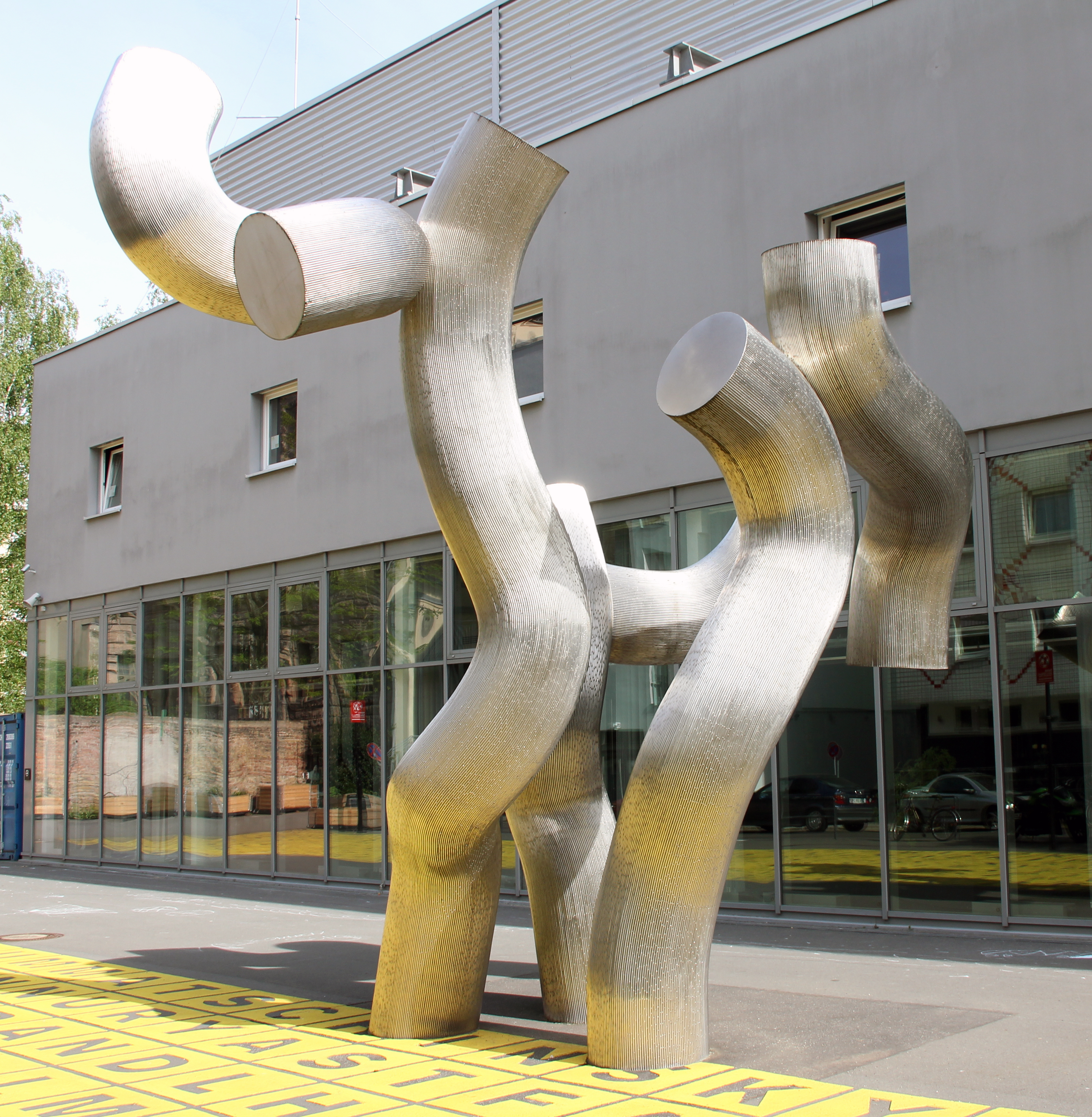
Dreiheit (1992/1993) Berlin-Kreuzberg

## Werke in öffentlichen Sammlungen (Auswahl)

### Deutschland
- Kunstverein Augsburg
- Berlinische Galerie, Berlin
- Städtische Museen Preußischer Kulturbesitz – Nationalgalerie, Berlin
- Wilhelm-Lehmbruck-Museum, Duisburg
- Grugapark, Essen
- Museum Folkwang, Essen
- Hamburger Kunsthalle, Hamburg
- Sprengel Museum, Hannover
- Städtische Museen Heilbronn
- Museum Ludwig, Köln
- Museum Morsbroich, Leverkusen
- Städtische Kunsthalle Mannheim
- Germanisches Nationalmuseum, Nürnberg
- Saarlandmuseum Saarländischer Kulturbesitz, Saarbrücken
- Schleswig-Holsteinisches Landesmuseum, Schleswig
- Kunsthalle Schweinfurt
- Kunstsammlung der Bundesrepublik Deutschland

### International
- Ulster Museum, Belfast (IE)
- The Hakone Open-Air Museum, Hakone (JP)
- North American Cerutti Corporation, New Berlin (US)
- Volpinum Kunstsammlung, Wien (AT)

## Nachlass
Der künstlerische sowie der schriftliche Nachlass befinden sich seit 2021 in der Berlinischen Galerie. Hierfür wurde die Stiftung Matschinsky-Denninghoff gegründet. Dem Wunsch von Matschinsky-Denninghoff entsprechend, verfolgt die Stiftung neben der Aufarbeitung des künstlerischen Nachlasses das Ziel, Kunst und zeitgenössische Künstlerinnen und Künstler zu fördern. In Kooperation mit der Berlinischen Galerie / Stiftung Matschinsky-Denninghoff übernahm 2022 VAN HAM Art Estate die Vermarktung von Teilen des künstlerischen Nachlasses.